# Världsmästerskapen i bågskytte 1965
Världsmästerskapen i bågskytte 1965 arrangerades i Västerås i Sverige mellan den 20 och 23 juli 1965.

## Medaljsummering

### Recurve
| Event                          | Guld                 | Silver                 | Brons                |
| Herrarnas individuella tävling | Matti Haikonen (FIN) | Joe Thornton (USA)     | Ben Walker (USA)     |
| Damernas individuella tävling  | Maire Lindholm (FIN) | Anita Schlebusch (RSA) | Juliette Rijff (RSA) |
| Herrarnas lag                  | USA                  | Finland                | Sverige              |
| Damernas lag                   | USA                  | Finland                | Storbritannien       |

### Medaljtabell
| Pl. | Nation         | Guld | Silver | Brons | Totalt |
| --- | -------------- | ---- | ------ | ----- | ------ |
| 1   | Finland        | 2    | 2      | -     | 4      |
| 2   | USA            | 2    | 1      | 1     | 4      |
| 3   | Sydafrika      | -    | 1      | 1     | 2      |
| 4   | Storbritannien | -    | -      | 1     | 1      |
| 4   | Sverige        | -    | -      | 1     | 1      |